# Isoliquiritigénine
L'isoliquiritigénine est une chalcone naturellement présente dans la réglisse. Elle est actuellement testée comme traitement contre le cancer, ainsi que pour lutter contre la dépendance à la cocaïne. C'est un composé activateur de sirtuine.

## Métabolisme
L'isoliquiritigénine est biosythétisée comme la chalcone, à partir de 4-coumaroyl-CoA et de malonyl-CoA en présence de NADPH + H+, réaction catalysée par une enzyme spécifique, la 6'-déoxychalcone synthase.
L'isoliquiritigénine peut par la suite être transformée en 2'-méthoxyisoliquiritigénine (2'-O-méthylisoliquiritigénine) par l'action de la isoliquiritigeénine 2'-O-méthyltransférase.
L'isoliquiritigénine est aussi un précurseur de la liquiritigénine, une 5-déoxyflavanone.